# Drobycheve
Drobycheve (en ukrainien : Дробишеве, en russe : Дробышево, Drobychevo) est une commune urbaine de l'est de l'Ukraine, dans la partie nord de l'oblast de Donetsk, dépendante du raïon de Kramatorsk. Sa population s'élevait à 2766 habitants en 2019.

## Géographie
La commune se situe sur la rive orientale de la rivière Netryous, près de sa confluence avec la rivière Donets, en rive gauche, dans le bassin hydrographique du fleuve Don. Elle se trouve à 9,5 km au nord-ouest de la ville de Lyman, 35,8 km au nord-nord-est de celle de Kramatorsk, et à 115,5 km de celle de Donetsk.